# Дипломатически мисии на Швейцария
Това е списък на дипломатическите мисии на Швейцария по целия свят, като единствено не са посочени почетните консулства.
Швейцария е позната с това, че е защитаваща сила, тоест страна, която защитава интересите на друга страна, която е в конфликт с трета страна. От Френско-пруската война използва своите посолства в чужбина, за да защитава интересите на страни, които са в конфликт помежду си. През Втората световна война служи като защитаваща сила за 35 държави, както от съюзническите сили, така и от страните от Оста. Швейцарското посолство във Вашингтон представлява Германия, Италия, Япония и Вишистка Франция. В много следвоенни конфликти, като тези в Демократична република Конго, Южна Азия, Близкия изток и Сърбия, Швейцария е предоствила дипломатическо представителство на страни, между които са били прекъснати дипломатичските отношения, като по този начин улеснява доставянето на хуманитарна помощ и спомага за разрешаването на конфлкитите.

## Европа
- Австрия
  - Виена (посолство)
- Албания
  - Тирана (посолство)
- Беларус
  - Минск (генерално консулство)
- Белгия
  - Брюксел (посолство)
  - Антверпен (генерално консулство)
- Босна и Херцеговина
  - Сараево (посолство)
- България
  - София (посолство)
- Великобритания
  - Лондон (посолство)
- Германия
  - Берлин (посолство)
  - Дюселдорф (генерално консулство)
  - Мюнхен (генерално консулство)
  - Франкфурт (генерално консулство)
  - Хамбург (генерално консулство)
  - Щутгарт (генерално консулство)
- Гърция
  - Атина (посолство)
- Дания
  - Копенхаген (посолство)
- Ирландия
  - Дъблин (посолство)
- Исландия
  - Рейкявик (генерално консулство)
- Испания
  - Мадрид (посолство)
  - Барселона (генерално консулство)
- Италия
  - Рим (посолство)
  - Генуа (генерално консулство)
  - Милано (генерално консулство)
- Кипър
  - Никозия (посолство)
- Косово
  - Прищина (посолство)
- Латвия
  - Рига (посолство)
- Люксембург
  - Люксембург (посолство)
- Северна Македония
  - Скопие (посолство)
- Норвегия
  - Осло (посолство)
- Полша
  - Варшава (посолство)
- Португалия
  - Лисабон (посолство)
- Румъния
  - Букурещ (посолство)
- Русия
  - Москва (посолство)
  - Санкт Петербург (генерално консулство)
- Словакия
  - Братислава (посолство)
- Словения
  - Любляна (посолство)
- Сърбия
  - Белград (посолство)
- Украйна
  - Киев (посолство)
- Унгария
  - Будапеща (посолство)
- Финландия
  - Хелзинки (посолство)
- Франция
  - Париж (посолство)
  - Лион (генерално консулство)
  - Марсилия (генерално консулство)
  - Страсбург (генерално консулство)
- Нидерландия
  - Хага (посолство)
- Хърватия
  - Загреб (посолство)
- Чехия
  - Прага (посолство)
- Швеция
  - Стокхолм (посолство)

## Северна Америка
- Гватемала
  - Гватемала (посолство)
- Доминиканска република
  - Санто Доминго (посолство)
- Канада
  - Отава (посолство)
  - Ванкувър (генерално консулство)
  - Монреал (генерално консулство)
  - Торонто (генерално консулство)
- Коста Рика
  - Сан Хосе (посолство)
- Куба
  - Хавана (посолство)
- Мексико
  - Мексико (посолство)
- САЩ
  - Вашингтон (посолство)
  - Атланта (генерално консулство)
  - Лос Анджелис (генерално консулство)
  - Ню Йорк (генерално консулство)
  - Сан Франциско (генерално консулство)
  - Чикаго (генерално консулство)
- Хаити
  - Порт о Пренс (посолство)

## Южна Америка
- Аржентина
  - Буенос Айрес (посолство)
- Боливия
  - Ла Пас (посолство)
- Бразилия
  - Бразилия (посолство)
  - Рио де Жанейро (генерално консулство)
  - Сао Паоло (генерално консулство)
- Венецуела
  - Каракас (посолство)
- Еквадор
  - Кито (посолство)
- Колумбия
  - Богота (посолство)
- Парагвай
  - Асунсион (посолство)
- Перу
  - Лима (посолство)
- Уругвай
  - Монтевидео (посолство)
- Чили
  - Сантяго де Чиле (посолство)

## Африка
- Алжир
  - Алжир (посолство)
- Ангола
  - Луанда (посолство)
- Гана
  - Акра (посолство)
- Демократична република Конго
  - Киншаса (посолство)
- Египет
  - Кайро (посолство)
- Етиопия
  - Адис Абеба (посолство)
- Зимбабве
  - Хараре (посолство)
- Камерун
  - Яунде (посолство)
- Кения
  - Найроби (посолство)
- Кот д'Ивоар
  - Абиджан (посолство)
- Либия
  - Триполи (посолство)
- Мадагаскар
  - Антананариво (посолство)
- Мароко
  - Рабат (посолство)
- Мозамбик
  - Мапуто (посолство)
- Нигерия
  - Абуджа (посолство)
- Руанда
  - Кигали (посолство)
- Сенегал
  - Дакар (посолство)
- Судан
  - Хартум (посолство)
- Танзания
  - Дар ес Салаам (посолство)
- Тунис
  - Тунис (посолство)
- ЮАР
  - Претория (посолство)
  - Кейптаун (генерално консулство)

## Азия
- Азербайджан
  - Баку (посолство)
- Армения
  - Ереван (посолство)
- Бангладеш
  - Дака (посолство)
- Виетнам
  - Ханой (посолство)
- Грузия
  - Тбилиси (посолство)
- Израел
  - Тел Авив (посолство)
- Индия
  - Ню Делхи (посолство)
  - Мумбай (генерално консулство)
- Индонезия
  - Джакарта (посолство)
- Иран
  - Техеран (посолство)
- Йордания
  - Аман (посолство)
- Казахстан
  - Астана (посолство)
- Китай
  - Пекин (посолство)
  - Гуанджоу (генерално консулство)
  - Хонконг (генерално консулство)
  - Шанхай (генерално консулство)
- Кувейт
  - Кувейт (посолство)
- Ливан
  - Бейрут (посолство)
- Малайзия
  - Куала Лумпур (посолство)
- Монголия
  - Улан Батор (консулски офис)
- Непал
  - Катманду (посолство)
- Обединени арабски емирства
  - Абу Даби (посолство)
  - Дубай (генерално консулство)
- Пакистан
  - Исламабад (посолство)
  - Карачи (генерално консулство)
- Палестинска автономия
  - Рамала (представителен офис)
- Саудитска Арабия
  - Рияд (посолство)
  - Джида (генерално консулство)
- Сингапур
  - Сингапур (посолство)
- Сирия
  - Дамаск (посолство)
- Тайланд
  - Банкок (посолство)
- Турция
  - Анкара (посолство)
  - Истанбул ((генерално консулство)
- Узбекистан
  - Ташкент (посолство)
- Филипини
  - Манила (посолство)
- Шри Ланка
  - Коломбо (посолство)
- Южна Корея
  - Сеул (посолство)
- Япония
  - Токио (посолство)

## Окения
- Австралия
  - Канбера (посолство)
  - Сидни (генерално консулство)
- Нова Зеландия
  - Уелингтън (посолство)

## Междудържавни организации
- - Брюксел - ЕС и НАТО
  - Виена - ОССЕ
  - Ню Йорк - ООН
  - Париж - Организация за икономическо сътрудничество и развитие и ЮНЕСКО
  - Рим - ФАО
  - Страсбург - Съвет на Европа